# Galach
Il galach è una lingua artificiale creata da Frank Herbert per l'universo fantascientifico del Ciclo di Dune. Una sorta di lingua universale, simile ad un creolo, derivata dall'inglese e dal russo. 
Il galach è la lingua ufficiale dell'Impero e viene usata nei testi ufficiali e nella Corte Reale su Kaitain. Altre lingue vengono usate a livello locale e molte persone usano solo il galach quando incontrano una persona di un altro pianeta. In questo modo il galach funge da lingua franca nell'universo di Dune.
Viene presentata come lingua universale anche in altri romanzi di Frank Herbert, come The Whipping Star ed Esperimento Dosadi.